# Bupleurum sitenskyi
Bupleurum sitenskyi là một loài thực vật có hoa trong họ Hoa tán. Loài này được Sourkova mô tả khoa học đầu tiên năm 1973.